# Liste der Monuments historiques in Giey-sur-Aujon
Die Liste der Monuments historiques in Giey-sur-Aujon führt die Monuments historiques in der französischen Gemeinde Giey-sur-Aujon auf.

## Liste der Immobilien
| Bezeichnung       | Beschreibung            | Standort             | Kennzeichnung | Schutzstatus | Datum | Bild           |
| ----------------- | ----------------------- | -------------------- | ------------- | ------------ | ----- | -------------- |
| Kirche St-Gengoul | aus dem 13. Jahrhundert | Rue de Chevie (Lage) | PA00079063    | Inscrit      | 1928  | weitere Bilder |

## Liste der Objekte
| Bezeichnung | Beschreibung                  | Standort                        | Kennzeichnung | Schutzstatus | Datum | Bild |
| ----------- | ----------------------------- | ------------------------------- | ------------- | ------------ | ----- | ---- |
| Kruzifix    | vom Ende des 16. Jahrhunderts | in der Kirche St-Gengoul (Lage) | PM52001958    | Inscrit      | 2019  |      |
| Taufbecken  | bezeichnet 1568               | in der Kirche St-Gengoul (Lage) | PM52001959    | Inscrit      | 2019  |      |